# Wolfgang Pree

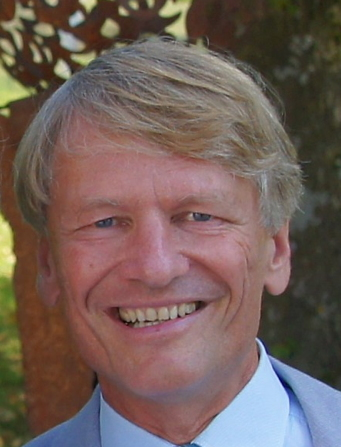
Wolfgang Pree, 2019

Wolfgang Pree (* 27. Juni 1964 in Linz) ist österreichischer Informatiker und Professor an der Universität Salzburg.

## Leben
Nach der Matura am Bundesgymnasium und Bundesrealgymnasium Amstetten, dem Informatik-Studium und seiner Promotion sub auspiciis praesidentis 1992 an der Johannes Kepler Universität Linz habilitierte er sich dort zum Thema Software-Konstruktion (Entwurfsmuster, engl. Design Patterns). Pree war Assistent an der Universität Zürich, Visiting Assistant Professor an der Washington University in St. Louis, und Gastwissenschaftler bei der Siemens AG in München. 1997 wurde Pree zum Ordinarius an die Universität Konstanz berufen, 2002 wechselte er an die Universität Salzburg. Im Rahmen von Sabbaticals war er an der University of California, Berkeley und der University of California, San Diego.
Sein Forschungsgebiet ist Software Engineering, insbesondere Software-Konstruktionsprinzipien, und Machine Learning. Sein C. Doppler Labor Embedded Software Systems (2007 – 2014) fokussierte sich in Zusammenarbeit mit der AVL List GmbH auf Echtzeit-Software in Automobilen und Automatisierungssystemen. Die Forschungsergebnisse werden von  Chrona zu Produkten weiterentwickelt und sind seit 2019/20 in der nächsten Generation von Elektrofahrzeugen von Daimler im Einsatz.
Pionierarbeit wurde ab 2008 im Bereich autonomes Bahnfahren auf offenen Strecken geleistet: der Klima- und Energie-Fonds unterstützte das autoBAHN-Projekt, sodass ein Pilot-Einsatz auf der Stern&Hafferl-Strecke Vorchdorf-Gmunden 2008 – 2013 implementiert werden konnte.
Wolfgang Pree initiierte 2017 Go4IT (Beginn eines Informatik-Bachelor-Studiums im Gymnasium):  AHS-Schülerinnen und -Schüler können ab der 5. Klasse (9. Schulstufe) Informatik-Einführungs-Lehrveranstaltungen der Universität Salzburg besuchen.